# Sabiniano Magno
Sabiniano Magno (latino: Sabinianus Magnus; ... – 481) fu un generale dell'Impero romano d'Oriente che combatté per l'imperatore Zenone contro il generale ribelle Teodorico Strabone.

## Biografia
Nel 479, a Edessa, ricevette i codicilli con la sua nomina a Magister militum per Illyricum dalle mani del patricius Adamanzio, succedendo in questa carica ad Unulfo.
In quel periodo, l'imperatore d'Oriente Zenone si trovava a dover affrontare la rivolta di un suo generale, il capo degli Ostrogoti Teodorico Strabone, che non aveva riconosciuto l'ascesa al trono di Zenone nel 474. Sabiniano intralciò le negoziazioni tra Teodorico e Adamanzio, rifiutandosi di giurare che gli ostaggi scambiati sarebbero stati al sicuro, ufficialmente per ragioni religiose, in realtà perché si opponeva alla politica di riconciliazione con i Goti. E difatti, quando le negoziazioni di pace con i Goti andarono avanti, Sabiniano decise di attaccare il nemico alle spalle, uccidendo molti Ostrogoti e catturandone gran parte delle salmerie. Una volta tornato a Lychnidos (moderna Ocrida), ottenne il sostegno del Prefetto del pretorio dell'Illirico, Giovanni, e riuscirono a convincere l'imperatore a rompere la tregua firmata con Teodorico e a continuare a combatterlo. La presenza di Sabiniano in Illirico impedì a Teodorico di saccheggiare quel territorio.
Nel 481 Sabiniano perse il favore dell'imperatore, che lo fece uccidere. Malgrado ciò, entrambi i suoi figli ricoprirono l'incarico di console, il generale Sabiniano nel 505 e Moschiano nel 512, entrambi sposarono due nipoti dell'imperatore Anastasio I, e i rispettivi figli divennero consoli a loro volta (Anastasio Paolo Probo Sabiniano Pompeo Anastasio nel 517 e Anastasio Paolo Probo Moschiano Probo Magno nel 518). Lo storico del VI secolo Marcellino affermò che fu un comandante severo, ma un vero difensore dello Stato romano.